# Olimje
Olimje je kraj v Občini Podčetrtek ob vznožju Kozjanskega hribovja. Kot naselbina je Olimje prvič omenjeno leta 1208, vendar pa je bil na tem območju že v začetku 11. stoletja zgrajen grad. 
Pri baročni župnijski cerkvi Marijinega vnebovzetja se v nekdanjem dvorcu, sedaj minoritskem samostanu Olimje nahaja tretja najstarejša lekarna v Evropi. Turizem je zaradi lastne ponudbe ter bližine term Olimia ena pomembnejših gospodarskih panog v kraju. V kraju in okolici so označene vinskoturistične ceste, ob katerih so kmečki turizmi in kmetije, ki postrežejo z domačimi kmetijskimi pridelki. V naselju se nahaja tudi manufaktura čokolade, t. i. »Čokoladnica« in igrišče za golf. Na mednarodnem hortikulturnem tekmovanju Entente Florale 2009 je Olimje prejelo zlato priznanje za urejenost v kategoriji vasi, skupaj še s petimi evropskimi vasmi.